# Campylocentrum parahybunense

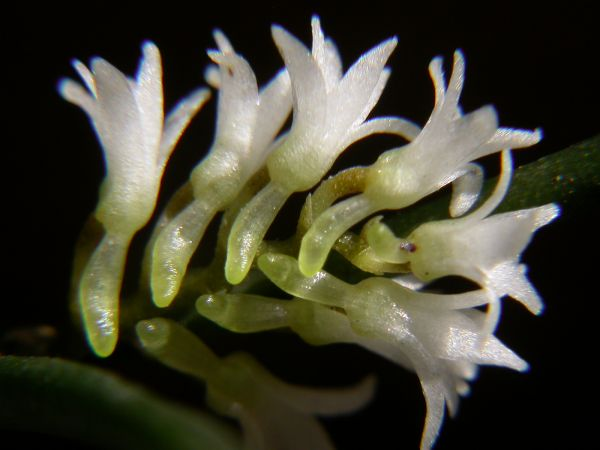
Campylocentrum parahybunense, nectário

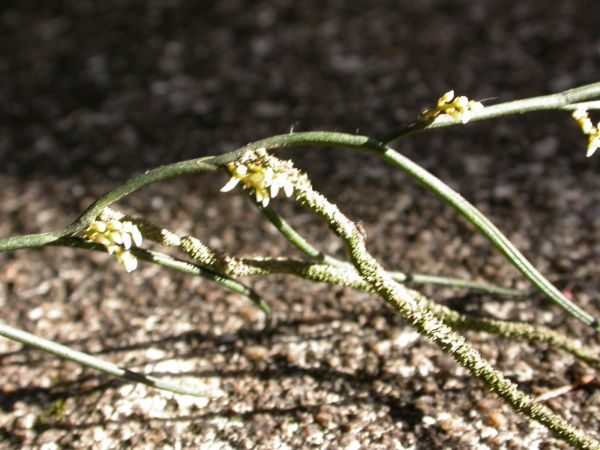
Campylocentrum parahybunense, planta

Campylocentrum parahybunense  é uma espécie de orquídea, família Orchidaceae, que existe apenas no sudeste e sul do Brasil. Trata-se de planta epífita, monopodial, com caule alongado, pouco ramificado e folhas cilíndricas, cujas inflorescências brotam nódulo do caule oposto à base da folha. As flores são minúsculas, brancas, de sépalas e pétalas livres, e nectário levemente curvo na parte de trás do labelo. Pertence à secção de espécies de Campylocentrum com folhas teretes longas e robustas.

## Publicação e sinônimos
- Campylocentrum parahybunense (Barb.Rodr.) Rolfe, Orchid Rev. 11: 246 (1903).

Sinônimos homotípicos:
- Aeranthes parahybunensis Barb.Rodr., Gen. Spec. Orchid. 2: 245 (1882).

Sinônimos heterotípicos:
- Aeranthes parahybunense var. gracile Cogn. in C.F.P.von Martius & auct. suc. (eds.), Fl. Bras. 3(6): 520 (1906).

## Histórico
Barbosa Rodrigues publicou esta espécie em 1882 com base em um espécime coletado por ele mesmo em Paraibuna de Minas Gerais. Situa-se entre um grupo de espécies de plantas mais ou menos robustas, com folhas aciculares comparativamente espessas que medem mais de dois centímetros de comprimento, no caso desta espécie até oito. Trata-se de espécie bastante similar ao Campylocentrum ornithorrhynchum, do qual diferencia-se por apresentar folhas muito mais longas, normalmente todas viradas para um mesmo lado do caule, e ter flores mais estreitas e alongadas, com segmentos mais triangulares e agudos, pétalas mais longas e nectário mais curvo. Esta espécie é citada para os estados do sul, Minas Gerais e São Paulo.